# Remingtonocètids
Els remingtonocètids (Remingtonocetidae) són una família de mamífers carnívors aquàtics d'aigua dolça de l'ordre dels cetacis, que visqueren a les costes de l'antic oceà de Tetis durant l'Eocè, fa entre 37,7 i 48,1 milions d'anys.
Els membres d'aquesta família tenien quatre potes diferents i útils. Devien compartir el seu medi d'aigua dolça amb cocodrils prehistòrics, basant-se en la distribució d'ambdós grups en medis aquàtics.